# Anaclitique
L'adjectif anaclitique (allemand : Anlehnungs-, anglais : anaclitic,attachment) a été introduit en littérature psychanalytique de langue anglaise (Standard Edition) comme traduction du terme freudien Anlehnungs- (au génitif). Sigmund Freud l'emploie assez souvent, soit sous la forme du substantif féminin Anlehnung, soit sous la forme du verbe sich an (etwas) anlehnen qu'on peut traduire en français par « prendre appui sur (quelque chose) ». Depuis 1967, dans le Vocabulaire de la psychanalyse, Jean Laplanche et Jean-Bertrand Pontalis ont proposé de traduire Anlehnung par « étayage ».
Il arrive que l'adjectif « anaclitique » soit aussi utilisé dans un sens éloigné du concept freudien de l'étayage, comme il l'a été par René Spitz dans l'expression « dépression anaclitique » (anaclitic depression).   

## Étymologie, traductions, définition
L'adjectif « anaclitique » vient du grec ἀνακλίνω, « se coucher sur », « s'appuyer sur »,. Il a été introduit dans la littérature de langue anglaise et repris par des traducteurs français « pour rendre le génitif Anlehnungs- dans des expressions telles que Anlehnungstypus der Objektwahl (traduit généralement par “type anaclitique de choix d'objet” »,. Selon Jean Laplanche et Jean-Bertrand Pontalis, Freud recourt souvent au concept d' Anlehnung — qu'ils traduisent en 1967 par « étayage » —, en bien d'autres occasions que lorsqu'il s'agit  du choix d'objet « anaclitique » : on trouve le terme  dans le texte freudien, soit sous sa forme substantive Anlehnung, soit dans des « formes verbales comme sich an (etwas) anlehnen » [s'appuyer sur (quelque chose)]. D'après Laplanche et Pontalis, les traductions en anglais et français sont variables (être attaché à, être basé sur, prendre appui sur, etc.), et de ce fait, il échappe au lecteur qui lit Freud en traduction, que « le concept d' Anlehnung constitue une pièce maîtresse de la première théorie freudienne des pulsions ». La Standard Edition ne lui a pas donné une traduction unifiée, « lui préférant le mot artificiel d' “anaclisis” ». Dans la théorie freudienne, la notion d'étayage signifie qu'au départ, chez l'enfant, les pulsions sexuelles « s'étayent » sur les pulsions d'autoconservation (comme le besoin de se nourrir) avant de s'en rendre indépendantes.
Les auteurs du Vocabulaire de la psychanalyse considèrent donc en 1967 qu'il se pose une question de terminologie, parce que d'une part, le terme anaclitique fait partie du vocabulaire international de la psychanalyse et qu'on ne saurait le supprimer, alors que d'autre part, le substantif anaclise pour rendre compte du nom Anlehnung n'est pas admis. Par ailleurs, il n'y a pas d'adjectif en allemand correspondant à anaclitique, qui soit formé à partir d' Anlehnung. En outre, anaclise, anaclitique présentent l'inconvénient d'être « des mots “savants” forgés artificiellement », tandis qu' Anlehnung relève en allemand de la langue commune. Ainsi Laplanche et Pontalis proposent-ils comme équivalent étayage (déjà employé par B. Reverchon-Jouve dans sa traduction des Trois essais sur la théorie de la sexualité), l'avantage de cette dernière traduction étant de pouvoir se retrouver également dans la forme verbale : s'étayer sur. L'expression « type de choix d'objet anaclitique »  est désormais remplacée par « type de choix d'objet par étayage ».

## Emplois par extension du terme «anaclitique»
Le Vocabulaire de la psychanalyse signale l'emploi du terme « anaclitique » « dans un sens plus lâche qui n'est pas directement en rapport avec l'usage du concept dans la théorie freudienne, par exemple dans l'expression dépression anaclitique (anaclitic depression) », notion de René Spitz, à laquelle est consacré l'article suivant du Vocabulaire,.

### René Spitz
René Spitz utilise ce terme, dans le sens de « s'appuyer sur » pour décrire un type de relation d'objet : pour vivre, l'enfant a besoin de s'appuyer — au sens strict et métaphorique — sur sa mère. Il l'associe à des troubles dépressifs que développent des enfants séparés précocement de leur mère, ce qu'il nomme une dépression anaclitique ou un hospitalisme.

### Autres auteurs
Il est utilisé notamment en psychopathologie psychanalytique pour les dépressions infantiles et comme typique des relations d'objet des cas-limites : ceux-ci se reposent sur l'objet de leur amour, dans une nécessaire relation de dépendance qui est toutefois teintée de l'ambivalence amour - haine. C'est Germaine Guex puis Jean Bergeret qui ont développé cette théorie[précision nécessaire].